# Sonata per a piano núm. 4 en la menor, D 537 (Schubert)
La Sonata per a piano núm. 4 en la menor, D 537 és una obra per a piano de sol composta per Franz Schubert el març de 1817, quan tenia 20 anys.

## Moviments
I. Allegro ma no troppo
Està en la menor. L'exposició modula a la tonalitat de la submediant, fa major, en lloc de l'habitual tonalitat de la mediant, do major. La recapitulació comença en la tonalitat de la subdominant, re menor, i la major part del segon tema de la recapitulació està en la major abans que amb una petita coda retorna al mode de la menor al final del moviment.
II. Allegretto quasi andantino
En mi major. És un rondó de cinc parts (ABACA), amb un esquema tonal poc convencional:
A (mi major) → B (do major) → A (fa major) → C (re menor) → A (mi major)
Schubert també compon breus transicions als finals de cada episodi, que entre la secció B i la secció A central presenta una petita part del material de la secció B en fa major (la tonalitat de la secció A central). Posteriorment, entre la secció C i la secció A final modula del re menor de la secció C, pujant un to fins a mi menor. A continuació, passa per la tonalitat de la dominant durant uns quants compassos abans de retornar a la tonalitat de la tònica en la secció A final. El moviment acaba amb una coda curta que és completament diatònica.
III. Allegro vivace
En la menor. Segueix l'esquema de la forma sonata sense desenvolupament (l'exposició modula a mi major, i la recapitulació comença en mi menor i canvia a la major). Acaba en la tonalitat paral·lela major.
L'obra dura aproximadament uns 20 minuts. Daniel Coren ha resumit la naturalesa del recapitulació en el darrer moviment d'aquesta sonata. Harald Krebs destaca que Schubert tornà a utilitzar el tema de l'inici del segon moviment d'aquesta sonata (D. 537) en l'inici del finale de la Sonata per a piano en la major, D. 959.

## Presència en la cultura
La sonata de piano s'usa en l'adaptació de pel·lícula de E.M. Forster de 1985, Una habitació amb vista, quan la protagonista Lucy Honeychurch la interpreta al piano.